# Городище (Ляденский сельсовет)
Городище (бел. Гарадзiшча) — деревня в Червенском районе Минской области Белоруссии. Входит в состав Ляденского сельсовета.

## Географическое положение
Расположена в 18 км восточнее райцентра, в 80 км от Минска, на реке Уса.

## Археология
На юго-восточной окраине современной деревни обнаружено городище железного века, в 300 метрах к югу от неё — курганный могильник, также датируемый железным веком.

## История
По данным Переписи населения Российской империи 1897 года, урочище в составе Юровичской волости Игуменского уезда Минской губернии, здесь насчитывалось 4 двора и 36 жителей, рядом функционировал смолокурный завод, вблизи которого располагались ещё 2 двора, проживали 15 человек. Имеются и другие данные, согласно которым, это была деревня Якшицкой волости, где было 40 дворов и 453 жителя, где работали смолокурный и винокурный заводы (вероятно, эти данные относятся к одной из деревень современного Березинского района). На 1917 год насчитывалось 6 дворов, проживали 48 человек. 20 августа 1924 года вошла в состав вновь образованного Хуторского сельсовета Червенского района Минского округа (с 20 февраля 1938 — Минской области). Согласно переписи населения СССР 1926 года насчитывалось 7 дворов, население составило 47 человек. Во время Великой Отечественной войны 2 жителя Городища погибли на фронте. На 1960 год в деревне проживали 43 человека. В 1980-е годы деревня входила в совхоз «Нива». На 1997 год здесь было 4 двора и 7 жителей. 30 октября 2009 года в связи с упразднением Хутоского сельсовета деревня включена в Ляденский сельсовет. На 2013 год в деревне остался 1 постоянный житель.

## Население
- 1897 — 4 двора, 36 жителей (+ 2 двора и 15 жителей на смолозаводе)
- 1917 — 6 дворов, 48 жителей
- 1926 — 7 дворов, 47 жителей
- 1960 — 43 жителя
- 1997 — 4 двора, 7 жителей
- 2013 — 1 двор, 1 житель